# EL/M-2075
El IAI EL/M-2075 Phalcon es un sistema de radar de alerta temprana y control aerotransportado (AEW&C) desarrollado por Industrias Aeronáuticas Israelíes (IAI) y la empresa de electrónica ELTA Systems de Israel. Su objetivo primario es proporcionar la inteligencia para mantener la superioridad aérea y la vigilancia del campo de batalla. Según la Federación de científicos estadounidenses, el Phalcon está entre los sistemas más avanzados AEW&C en el mundo.
El sistema es actualmente utilizado en dos países; Israel e India y uno más, Singapur, ha colocado órdenes. China los usa en sus Beriev A-50.

## Diseño y rasgos

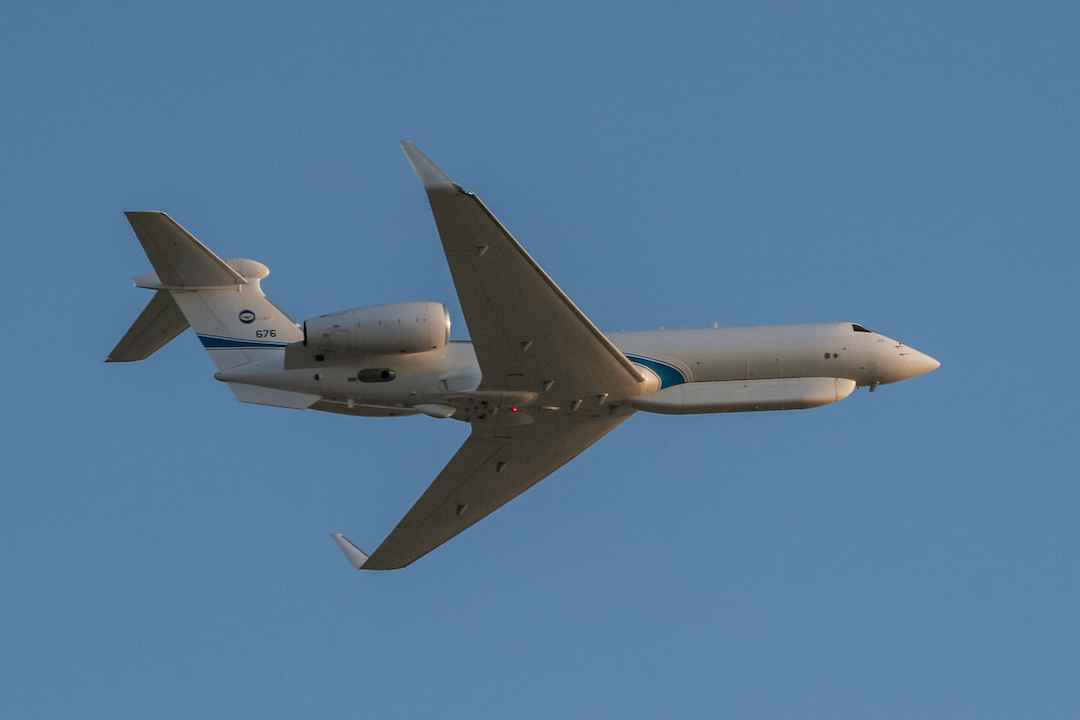
Versión anterior del IAF Gulfstream G500 Eitam.

En vez de usar un rotodomo, un radar móvil circular que rota sobre su eje arriba del avión de AWACS, el Phalcon usa el explorador AESA (Array de Scaneo Electrónicamente Activo) , un radar de fase activa en serie . Este radar consiste en una serie transmisor/receptor (la T/R) los módulos que permite a un rayo para ser electrónicamente dirigido, haciendo el giro del rotodomo innecesario.Los radares AESA tienen tiempos instantáneos de exploración, que los hacen muy difíciles de descubrir.
Los radares Phalcon puede ser montados sobre el fuselaje de un avión o sobre un pequeño domo superior .Ambas posiciones dan 360° de cobertura al radar. Esto permite rastrear objetivos de maniobra a altura y objetos de vuelo bajo a unos cientos de kilómetros de distancia, en todas las condiciones meteorológicas, tanto en el día como en la noche.

## Plataformas
Los radares pueden ser instalados en varias clases de avión, incluyendo los Boeing 707, Boeing 767, Boeing 747, y el Ilyushin Il-76. Conforme a un contrato firmado con Chile en 1989, el primer sistema Phalcon fue instalado en un antiguo Boeing 707 de Lan Chile , y voló por primera vez en 1993. En mayo de 1994 el avión fue entregado a las Fuerzas Aéreas chilenas, quienes los denominaron Cóndor.

## Historia operacional
Las Fuerza Aérea Israelí han comprado 3 Gulfstream G550 para servir como la nueva plataforma IDF para el sistema Phalcon. Denominan Eitam al sistema. Modificaciones extensas hechas al fuselaje de Gulfstream, como la adición de radomos de compuesto sobresaliente , son requeridas para alojar a las distintas series de radar. En 2007, 4 aviones similares al G550- los Phalcon fueron comprados por la  Fuerza Aérea de la República de Singapur,  para sustituir sus Grumman E-2 Hawkeye  envejecidos . Esperan que 4 G550s sean modernizados hacia 2010.
La compra de China del sistema Phalcon en 2000 fue vetada debido a la presión de los Estados Unidos.

## Venta a la India
En marzo de 2004, Israel y la India firmaron un contrato de mil millones de dólares  según el cual IAI entregaría a las Fuerzas Aéreas indias tres sistemas de radar Phalcon AEW*C. La India firmó un trato separado con la Corporación Ilyushin de Rusia para el suministro de tres aviones cargueros Il-76 Beriev A-50 que debían ser usados como plataformas para estos sistemas de radar. En noviembre de 2007, los funcionarios de defensa indios dijeron que había retrasos significativos del suministro de la plataforma rusa Il-76 y la instalación del radar fue entonces aplazada a 2009-10. En junio de 2008, los reportajes periodísticos sugirieron que la India e Israel estuvieran a punto de firmar un trato para tres radares adicionales Phalcon. El 12 de enero de 2009, las Fuerzas Aéreas indias recibieron  el primer avión, cuando, después de un breve alto en Nueva Deli, esto voló a la base IAF Agra  donde será estacionado
.

## Operadores
- Israel - 3 variantes nuevas  ("Eitam") en servicio en plataformas Gulfstream G550 . Variantes antiguas de Boeing 707 también en servicio.
- India - 3 plataformas Il-76 ordenadas.[7] Primera avión entregado en 12 de enero de 2009. Fuerza Aérea India elevó la proposición para adquirir 3 plataformas  Phalcon más en 2008.[8]
- Singapur - 4 plataformas Gulfstream G550 ordenadas.

### Retirados
- Chile - Tenía en servicio 1 plataforma Boeing 707, llamada Condor. Actualmente retirado.